# Raymond Bellot
Raymond Bellot (ur. 9 czerwca 1929 w Alfortville, zm. 24 lutego 2019 w Nantes) – francuski piłkarz grający na pozycji napastnika.

## Kariera klubowa
Karierę piłkarską Mouynet rozpoczął w klubie Racing Paryż. W sezonie 1950/1951 zadebiutował w nim w pierwszej lidze francuskiej. W Racingu występował do końca sezonu 1952/1953. W 1953 roku odszedł do Toulouse FC. W 1955 roku wywalczył z klubem z Tuluzy wicemistrzostwo Francji.
W 1955 roku Mouynet ponownie zmienił klub i przeszedł do AS Monaco. Grał tam do 1958 roku. W 1959 roku został zawodnikiem paryskiego Stade Français. W Stade Français występował do końca swojej kariery, czyli do 1963 roku.
| Sezon   | Klub           | Kraj    | Rozgrywki  | Mecze | Bramki |
| ------- | -------------- | ------- | ---------- | ----- | ------ |
| 1950/51 | Racing Paryż   | Francja | Division 1 | 1     | 0      |
| 1951/52 | Racing Paryż   | Francja | Division 1 | 29    | 0      |
| 1952/53 | Racing Paryż   | Francja | Division 1 | 22    | 0      |
| 1953/54 | Toulouse FC    | Francja | Division 1 | 24    | 3      |
| 1954/55 | Toulouse FC    | Francja | Division 1 | 34    | 7      |
| 1955/56 | AS Monaco      | Francja | Division 1 | 29    | 5      |
| 1956/57 | AS Monaco      | Francja | Division 1 | 32    | 1      |
| 1957/58 | AS Monaco      | Francja | Division 1 | 28    | 3      |
| 1959/60 | Stade Français | Francja | Division 1 | 33    | 0      |
| 1960/61 | Stade Français | Francja | Division 1 | 35    | 2      |
| 1961/62 | Stade Français | Francja | Division 1 | 36    | 2      |
| 1962/63 | Stade Français | Francja | Division 1 | 24    | 2      |
| 1963/64 | Stade Français | Francja | Division 1 | 9     | 0      |

## Kariera reprezentacyjna
W 1958 roku Bellot został powołany do kadry Francji na mistrzostwa świata w Szwecji. Na tym turnieju zajął z Francją 3. miejsce. Był jednak rezerwowym zawodnikiem i nie rozegrał żadnego spotkania. Ostatecznie nie zdołał zaliczyć debiutu w kadrze narodowej.